# Vanilla africana
Vanilla africana é uma espécie de orquídea de hábito escandente e crescimento reptante que existe no oeste e centro-oeste da África tropical. São plantas clorofiladas de raízes aéreas; sementes crustosas, sem asas; e inflorescências de flores de cores pálidas que nascem em sucessão, de racemos laterais.